# Letiště Darwáz
Letiště Darwáz (IATA: DAZ, ICAO: OADZ) se nachází u řeky Pandž v Darwázu, což je hlavní město okresu Darwáz v provincii Badachšán v Afghánistánu. Letiště se nachází v nadmořské výšce 1 544 m n. m. a má štěrkovou přistávací dráhu o rozměrech asi 654 m × 30 m. Jméno Darwáz je perské a znamená „vstup“ nebo „bránu“.
Letiště Darwáz je určeno pro soukromé užití, ale může být také použito vládními agenturami pro účely nouzové pomoci. Na druhé straně řeky Pandž se nachází vesnice Kevron, která leží v sousedním Tádžikistánu.
Nejbližšími letišti jsou letiště Šugnan v okrese Šugnan na jihovýchod, letiště Jawán v okrese Jawán na jih a letiště Chwáhan v okrese Chwáchan na jihozápad od Darwázu.

### Externí články
- „Letištní záznamy“ Archivováno 11. 2. 2023 na Wayback Machine.. Dr. Günther Eichhorn.
- „Letiště Darwaz“ (3D). Google Earth.